# Шилоопашата патица
Шилоопашатата патица (Anas acuta), наричана още шилоопашатка и кълкуйрук, е средно голям представител на семейство Патицови, разред Гъскоподобни. Тежи между 0,7 и 1,2 kg, има дължина на тялото 52 – 70 cm и размах на крилете 85 cm. Шията е сравнително дълга и тънка, а опашката също е дълга и шилоподобна, откъдето носи и името си. Човката и краката са тъмносиви. Лети бързо и леко. Плува добре, но не обича да се гмурка. Гласът на мъжката е специфичен крясък: „фюрр, фюрр“ или тихо мелодично свистене. Има добре изразен полов диморфизъм, като мъжката е по-ярко украсена.

## Разпространение
Шилоопашатата патица се среща навсякъде, където има водни басейни и открити пространства за гнездене. Отдава предпочитание на езера, блата и язовири. В България е сравнително често срещан вид.

## Начин на живот и хранене
Приема смесена храна, като на север преобладава животинската, а на юг – растителната. Благодарение на дългата си шия достига храна на по дълбоки места отколкото другите представители на семейството.

## Размножаване
Гнездото често се намира далеч от водата. То представлява спретната ямка сред мъх или друга подходяща растителност, покрито с пух. Снася 6 – 12 зеленикави яйца, с размери 55×39 mm, които мъти 23 – 26 дни. Малките се излюпват достатъчно развити за да могат да се придвижват и хранят самостоятелно.

## Допълнителни сведения
Шилоопашатата патица е близък със зеленоглавата патица вид, с който има регистрирани случаи на кръстоски. Тя е ловен обект на територията на България.